# 亨利海崖
62°40′30.6″S 60°24′52.1″W / 62.675167°S 60.414472°W

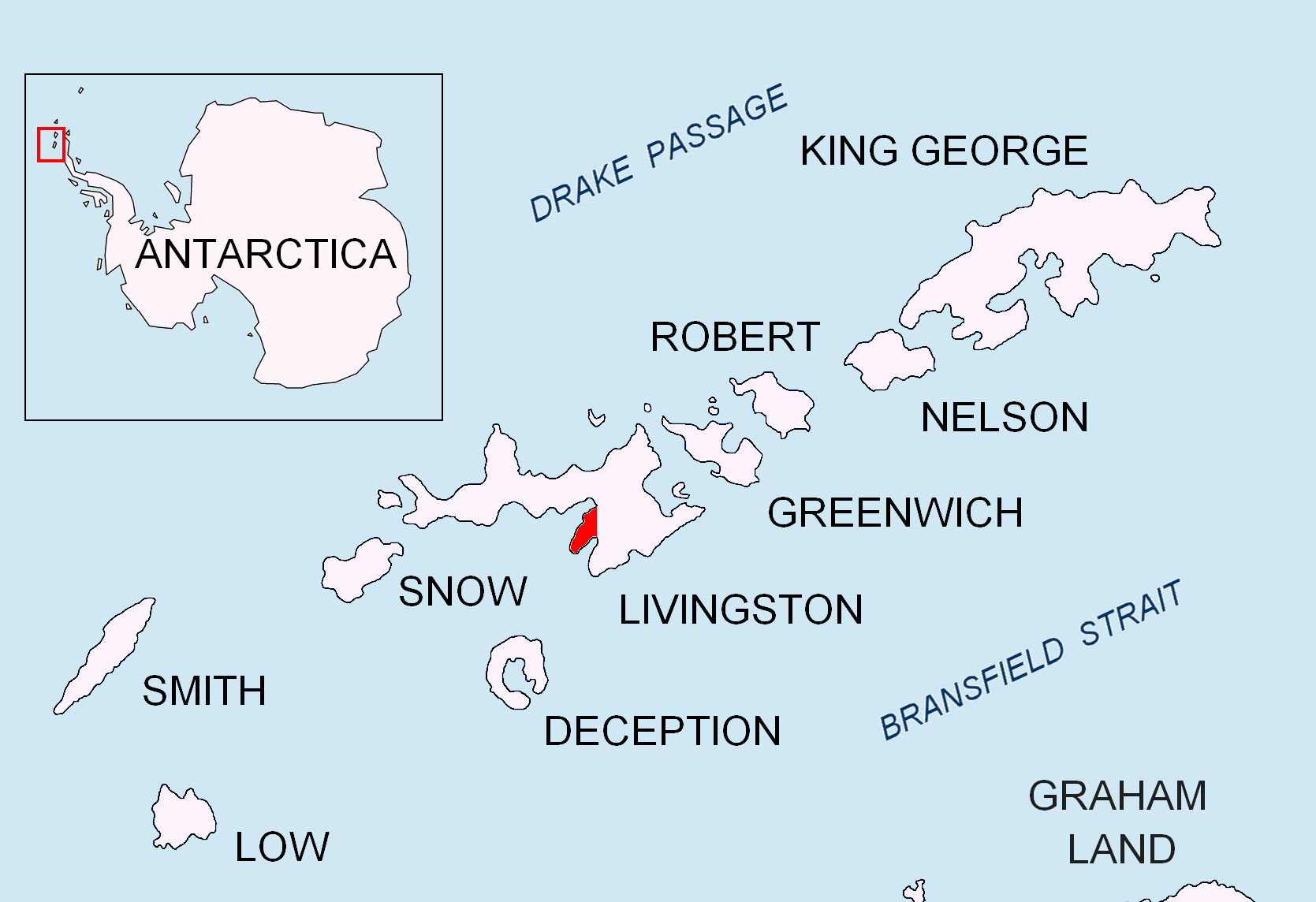

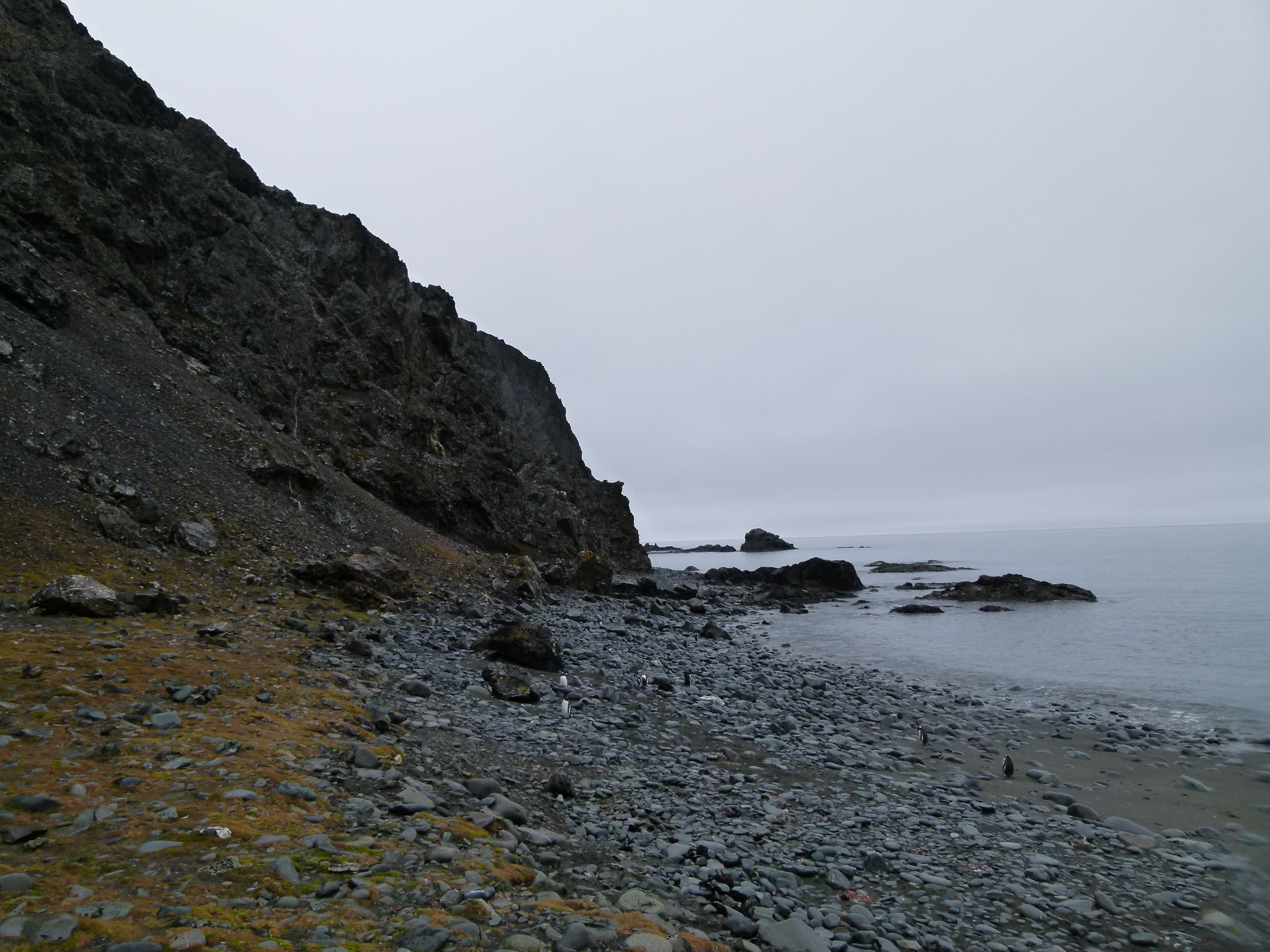

亨利海崖是南極洲的海崖，位於南設得蘭群島的利文斯頓島，處於波蘭海崖西南面1.27公里、薩爾斯堡海崖以北1.39公里和埃雷比角以北4.96公里，海拔高度163米，現時由南極條約體系管理。

## 外部連結
- SCAR Composite Antarctic Gazetteer（页面存档备份，存于）.